# 斯科特 (路易斯安那州)
斯科特（英語：Scott），是美国路易斯安那州下属的一座城市。根据2010年美国人口普查，该市有人口8,614人。建置上，属于“city”。